# 306 Юнітас
306 Юнітас (306 Unitas) — астероїд головного поясу, відкритий 1 березня 1891 року.